# Charlie Clouser
Charles Alexander Clouser, né le 28 juin 1963 à Hanover, dans le New Hampshire est un musicien/compositeur jouant du clavier (synthétiseur) et de la batterie. De 1994 à 2000, il faisait partie du groupe Nine Inch Nails. Il a remixé des titres de White Zombie, Marilyn Manson, Rammstein, Prong, Killing Joke, ou encore Splattercell. En 1997, deux titres ont été nommés aux Grammy Awards : White Zombie « I'm Your Boogie Man », Rob Zombie et Alice Cooper « Hands Of Death (Burn Baby Burn) », qui est le dernier titre auquel Charlie a coopéré. En tant que compositeur, Charlie a créé des génériques pour des séries du groupe NBC comme Las Vegas (« Let It Ride » pour la version française de Las Vegas, au lieu de « A Little less Conversation » d'Elvis Presley, originellement destiné aux États-Unis). Il a aussi travaillé pour les séries Saw (2004), et Numb3rs.

## Discographie

### Nine Inch Nails
- The Downward Spiral (1994)
- Further Down the Spiral (1995)
- The Perfect Drug (1997)
- Closure (1997)
- The Fragile (1999)
- Things Falling Apart (2000)
- And All That Could Have Been (2002)

### David Bowie
- I'm Afraid of Americans (1997)

### Helmet
- Size Matters (2004)

### Marilyn Manson
- Portrait of an American Family (1994)
- Smells Like Children (1995)
- Antichrist Superstar (1996)

### White Zombie
- Astro Creep: 2000 (1995)
- Supersexy Swingin' Sounds (1996)

### Black Light Burns
- Cruel melody

### Musique de film

#### Cinéma
- 2004 : Saw de James Wan
- 2005 : Deepwater de David S. Marfield
- 2005 : Saw 2 de Darren Lynn Bousman
- 2006 : Saw 3 de Darren Lynn Bousman
- 2007 : Dead Silence de James Wan
- 2007 : Death Sentence de James Wan
- 2007 : Resident Evil: Extinction de Russell Mulcahy
- 2007 : Saw 4 de Darren Lynn Bousman
- 2008 : Saw 5 de David Hackl
- 2009 : Saw 6 de Kevin Greutert
- 2009 : Le Beau-père (The Stepfather) de Nelson McCormick
- 2010 : Saw 3D : Chapitre Final (Saw 3D: The Final Chapter) de Kevin Greutert
- 2012 : The Collection de Marcus Dunstan
- 2017 : Jigsaw de Michael et Peter Spierig
- 2021 : Spirale : L'Héritage de Saw (Spiral: From The Book of Saw) de Darren Lynn Bousman
- 2023 : Saw X de Kevin Greutert

#### Série télévisée
- 2002-2003 : Fastlane
- 2003-2008 : Las Vegas
- 2005-2010 : Numbers
- 2008 : Fear Itself
- 2011 : American Horror Story
- 2015 : Wayward Pines
- 2015 : Childhood's End : Les Enfants d'Icare (Childhood's End)

#### Court-métrage
- 2006 : The Box de Kvon Chen
- 2011 : Talida de Dave Rogers